# At the Drive-In
At the Drive-In is een muziekgroep afkomstig uit de stad El Paso, in de staat Texas in de Verenigde Staten.

## Geschiedenis
De band splitte in 2001 in The Mars Volta en Sparta. Op 9 januari 2012 werd aangekondigd dat de band weer zou gaan optreden. De band was actief tussen 1993 en 2001, in 2012 en vanaf 2016. 

## Discografie

### Studioalbums
- Acrobatic Tenement (1996)
- In/Casino/Out (1998)
- Relationship of Command (2000)

### Ep's
- Hell Paso (1994)
- Alfaro Vive, Carajo! (1995)
- El Gran Orgo (1997)
- Vaya (1999) (Fearless)

### Singles
- "Rolodex Propaganda" (2000)
- "One Armed Scissor" (2000)
- "Rolodex Propaganda" (2001)
- "Invalid Litter Dept." (2001)

### Compilaties
- This Station Is Non-Operational (2005)